# An Encyclopaedia of Plants (new edition, 1855)
An Encyclopaedia of Plants (new edition, 1855) (abreviado Encycl. Pl. (new ed., 1855)) es un libro con ilustraciones y descripciones botánicas que fue escrito por el botánico y arquitecto paisajista escocés John Claudius Loudon. Fue publicado en Londres en el año 1855 con el nombre de Encyclopaedia of Plants: comprising the specific character, description, culture, history, application in the arts, and every other desirable particular respecting all the plants indigenous to, cultivated in, or introduced into Britain. New ed.
La primera edición, An Encyclopaedia of Plants (abreviado Encycl. Pl.), fue publicada en 1829 mientras que la segunda, An Encyclopaedia of Plants (ed. 2) (abreviado Encycl. Pl. (ed. 2)), en 1841.